# محمودآباد علیا (مرودشت)
محمودآباد علیا (مرودشت)، روستایی از توابع بخش سیدان شهرستان مرودشت در استان فارس ایران است.
زمین های کشاورزی مرغوب ولی محدود.
[افراد شاخص: پیش رو ،نوروزی
. اسفندیاری]

## جمعیت
این روستا در دهستان رحمت قرار دارد و براساس سرشماری مرکز آمار ایران در سال ۱۳۸۵، جمعیت آن ۳۲۶ نفر (۸۳خانوار) بوده‌است.